# 키키 다니엘손

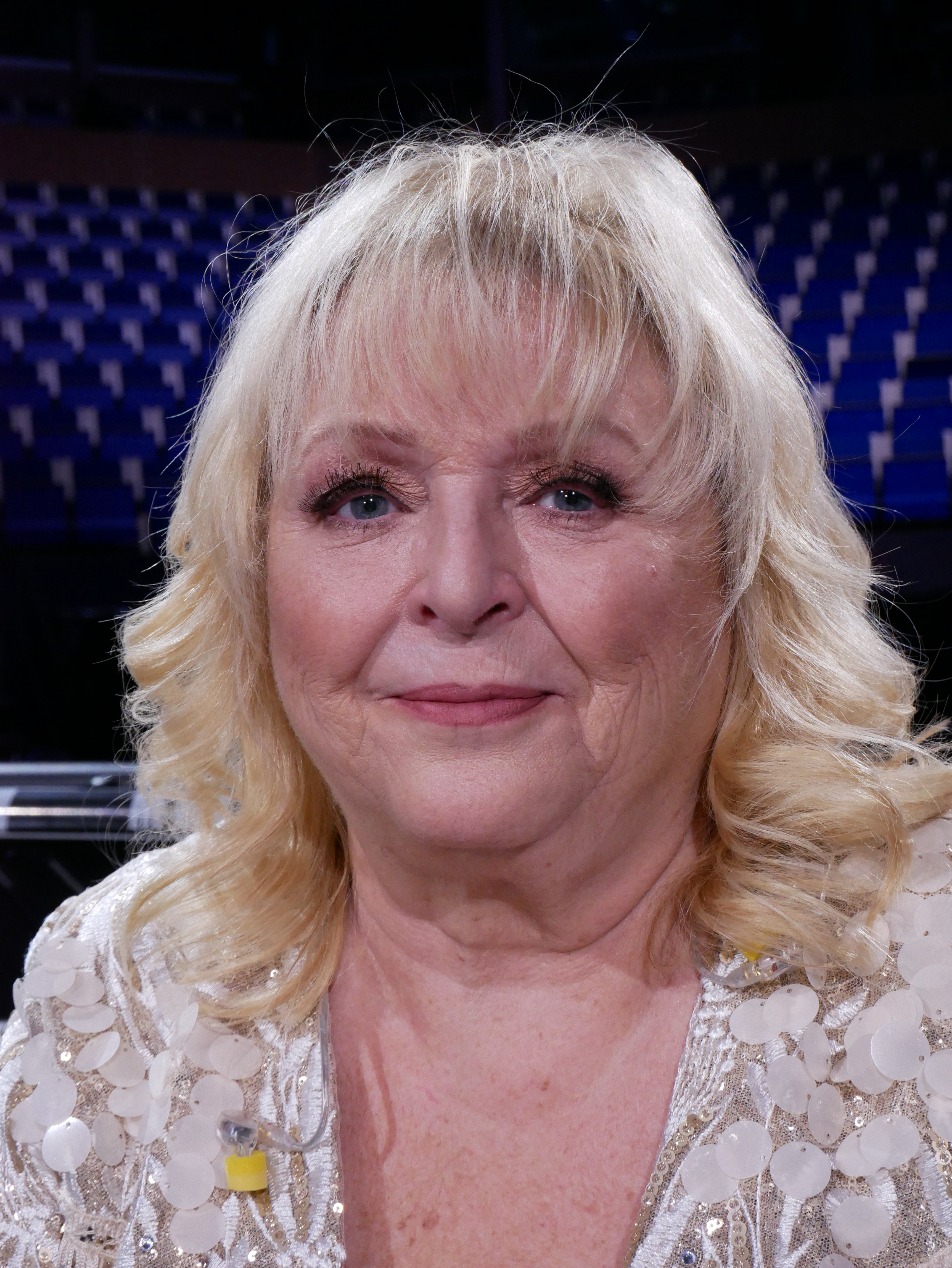

키키 다니엘손(Kikki Danielsson, 1952년 5월 10일 ~ )은 스웨덴의 컨트리, 팝 가수이다. 아코디언을 연주하기도 하며 일부 가사를 쓰기도 했다. 일부 곡에 요들링을 한 것으로도 유명하다. 다니엘손은 1970년대 말부터 1990년대 말까지 노르딕 국가에서 큰 대중적 인기를 얻었다. 또, 1980년대 미국 무대에서도 인기를 얻었다.
1979년부터 1983년까지 스웨덴의 4인조 컨트리 음악 그룹인 칩스(Chips)의 멤버로 활동했으며, 1982년 멜로디페스티발렌에서 우승을 차지하면서 유로비전 송 콘테스트에서 스웨덴 대표로 참가했다. 또한 1985년 유로비전 송 콘테스트에서도 스웨덴 대표로 참가했고, 1986년에는 키키 이 내슈빌(Kikki i Nashville) TV 쇼에 참여했다.

## 솔로 디스코그래피

### 스튜디오 음반
- 1979: Rock'n Yodel
- 1981: Just Like a Woman
- 1982: Kikki
- 1983: Singles Bar
- 1984: Midnight Sunshine
- 1985: Bra vibrationer
- 1986: Papaya Coconut
- 1987: Min barndoms jular (Christmas album)
- 1989: Canzone d'Amore (1989)
- 1991: Vägen hem till dej
- 1992: Jag ska aldrig lämna dig
- 2001: Nu är det advent (Christmas album)
- 2011: Första dagen på resten av mitt liv
- 2015: Postcard from a Painted Lady
- 2016: Christmas Card from a Painted Lady (Christmas album)
- 2017: Portrait of a Painted Lady

### 컴필레이션 음반
- 1983: Varför är kärleken röd?
- 1984: Kikkis 15 bästa låtar
- 1990: På begäran
- 1992: In Country
- 1994: På begäran 2
- 1997: Långt bortom bergen
- 1999: I mitt hjärta
- 2001: 100% Kikki
- 2001: Fri - En samling
- 2006: I dag & i morgon
- 2008: Kikkis bästa